# Пам'ятники Львова
У Львові на початку XVIII століття було встановлено перший пам'ятник в Україні — монумент гетьманові Станіславу Яблоновському. Станом на 2012 рік 89 пам'ятників Львова мали статус пам'ятки монументального мистецтва.

## Сучасні пам'ятники
| Назва                                                                                               | Розташування | Фото | Короткі відомості |
| Бандері Степанові                                                                                   | вул. Степана Бандери (площа Кропивницького) |      | Відкритий 14 жовтня 2007 року, скульптор — Микола Посікіра, архітектор — Михайло Федик та Юрій Столяров. |
| Статуя Діви Марії                                                                                   | Площа Марійська |      | Встановлена 1861 року. Через будівництво у 1904 році пам'ятника Адаму Міцкевичу, статую було перенесено на нинішнє місце. Радянська влада у 1950 році з фонтану статую зняла. Копію повернули на місце у 1997 році. |
| Колона святого Христофора                                                                           | вул. Вірменська |      | Встановлена 1726 року в пам'ять про велику пожежу 1712 року у Вірменському соборі й наступне відновлення будівлі. |
| Борцям за волю України                                                                              | вул. Вітовського |      | Встановлений у 1991 році біля підніжжя Познанської (Пелчинської) гори, навпроти входу до парку культури та відпочинку імені Богдана Хмельницького. |
| Погруддя Івана Виговського                                                                          | вулиця Виговського, 34 |      | Встановлене у 2000-х роках в приміщенні Залізничної райдержадміністрації міста Львова, скульптор Роман Романович. |
| «Воля ціни не має!»                                                                                 | вул. Городоцька, 20 |      | Як стверджує анотаційна таблиця до пам'ятника: «Споруджений в пам'ять про пластунів-членів ОУН, політв'язнів Ярослава Гайваса, Петра Башука, Петра Канюка, які здійснили 16.06.1939 року відчайдушну втечу з польської в'язниці „Бригідки“». |
| Героям ЗУНР та УГА                                                                                  | на розі вулиць Листопадового чину та Огієнка |      | Відкритий 1 листопада 2018 року. |
| Героям Листопадового чину                                                                           | вул. Городоцька |      | Відкритий 31 жовтня 2018 року (скульптор Володимир Цісарик). |
| Гравцям «Карпат», що здобули Кубок СРСР з футболу                                                   | На алеї стадіону «Україна» |      | Відкритий на честь здобуття ФК «Карпати» Кубка СРСР-1969 |
| Громадянам Львівщини, полеглим у війні в Афганістані 1979—1989 рр.                                  | Сквер між вулицями Клепарівською, Єрошенка і Батуринською, біля готелю «Власта».                                                                                 |      | Встановлено 1999 року. |
| Грушевському Михайлові                                                                              | проспект Шевченка |      | Перший в Україні пам'ятник Грушевському. Відкритий 12 червня 1994 року, матеріали: бронза і граніт, скульптори — Дмитро Крвавич, Микола Посікіра, Любомир Яремчук, архітектор — Василь Каменщик. |
| Королю Данилу                                                                                       | площа Галицька |      | Відкритий у 2001 році, скульптори: Василь Ярич, Роман Романович, архітектор — Ярема Чурилик. На виготовлення пам'ятнику пішло 9 тонн бронзи і 60 тонн граніту. Висота пам'ятника — 18 м. |
| Ґловацькому Бартошові                                                                               | вул. Личаківська, у Личаківському парку |      | Відкритий у 1905 році, скульптори — Юліан Марковський і Григорій Кузневич. П'єдестал викладений з кам'яних брил, вирізаних з Чортової скелі під Винниками. |
| Дровняку Никифорові-Епіфанію                                                                        | площа Музейна, біля колишнього домініканського костелу |      | Відкритий 13 травня 2006 року, скульптор — Сергій Олешко, архітектор — Михайло Ягольник. |
| Жертвам Голодомору-геноциду та депортацій XX століття                                               | вул. Виговського, на подвір'ї церкви Святої Покрови біля ТВК «Південний»                                                                                         |      | |
| Жертвам львівського єврейського гетто                                                               | проспект В'ячеслава Чорновола, біля Палацу культури імені Гната Хоткевича                                                                                        |      | Відкритий у 1992 році, скульптори — Луїза Штеренштейн, Юлій Шмуклер, архітектор — Василь Пліхівський. |
| Жертвам комуністичних злочинів                                                                      | вул. Степана Бандери (площа Шашкевича) |      | Відкритий у 1997 році поблизу колишньої тюрми «На Лонцького» — катівні комуністичного режиму, скульптори — Петро Штаєр і Роман Сивенький. |
| Леопольдові фон Захер-Мазоху                                                                        | вул. Сербська, біля «Мазох-café» |      | Відкритий у 2008 році, скульптор — Володимир Цісарик. Його відкриття було неоднозначно сприйняте львівськими елітами. |
| Іванові Павлу II                                                                                    | проспект Червоної Калини, біля храму Різдва Пресвятої Богородиці, де він у 2001 році зустрічався з молоддю.                                                      |      | Відкритий у червні 2002 року |
| Івасюку Володимирові                                                                                | проспект Шевченка, 7/9 |      | Відкритий 20 грудня 2011 року. Усю проєктну роботу та спорудження пам'ятника профінансував Святослав Вакарчук. Скульптор — Сергій Олешко, архітектор — Михайло Ягольник. |
| Кілінському Яну                                                                                     | Стрийський парк, (нижня тераса, біля озера) |      | Відкритий у 1894 році. Скульптор — Юліан Марковський |
| Кульчицькому Юрієві                                                                                 | площа Данила Галицького |      | Відкритий 22 жовтня 2013 року на честь вихідця із Самбірщини, героя оборони Відня, популяризатора кави в Європі. |
| Лукасевичу Ігнатію та Зегу Яну                                                                      | вул. Вірменська, 18, біля ресторації-музею «Гасова лямпа» |      | Пам'ятник винахідникам гасової лампи біля кнайпи «Гасова лямпа». Угорі — Ігнатій Лукасевич, а біля винаходу сидить Ян Зег. Скульптор — Володимир Цісарик. |
| Лучнику                                                                                             | площа Ринок, біля входу у Ратушу |      | Відкритий у 2013 році, викуваний із металу. |
| Меморіал героям Небесної Сотні та героям, полеглим у російсько-українській війні                    | вулиця Професорська |      | Відкритий 7 вересня 2016 року поруч із НУ «Львівська політехніка» в маленькому парку, що розташований поблизу науково-технічної бібліотеки університету. Проєктні роботи студенти виконували безкоштовно. Гроші виділили зі студентських пожертв та університетського фонду. |
| Львівським броварям                                                                                 | проспект Свободи |      | Відкритий 9 травня 2011 року (скульптор Володимир Цісарик, автор годинникового механізму — годинникар Олексій Бурнаєв). |
| Масарику Томашу                                                                                     | вул. Томаша Масарика, 9 |      | Відкритий на подвір'ї львівської середньої загальноосвітньої школи I—III ступенів № 43. |
| Міцкевичу Адамові                                                                                   | площа Адама Міцкевича |      | Відкритий у 1904 році. Вважається найгарнішим пам'ятником Адамові Міцкевичу за межами Польщі та одним із найгарніших у світі. Скульптор — Антон Попель. |
| На честь розгрому військами Максима Кривоноса польсько-шляхетських військ                           | парк «Високий Замок» |      | |
| На честь 2000-річчя Різдва Христового та 100-річчя церкви святого Георгія                           | на території церкви святого Георгія (вул. Короленка, 3) |      | Пам'ятний знак споруджено у 2001 році |
| Пальма Мерцалова                                                                                    | біля Головного залізничного двірця |      | Пальму встановлено у березні 2003 року ліворуч від головного входу. |
| Стіна пам'яті жертв комуністичного терору мирного населення Заходу України в період 1939—1941 років | вул. Замарстинівська, 9, на стіні Замарстинівської в'язниці |      | Споруджений поблизу колишньої в'язниці, в якій чинилися нацистські та комуністичні злочини й катування. Меморіал будували протягом кількох років. Він досі не закінчений. На таблицях та стелах вміщено прізвища десятків тисяч галичан, яких комуністичний режим замордував у період 1939—1941 років. Цю інформацію протягом двадцятьох років збирали працівники «Меморіалу імені Василя Стуса». Стелу відкрили 17 вересня 2021 року. |
| Панчишину Мар'янові                                                                                 | перед головним корпусом Львівської Обласної клінічної лікарні (вул. Чернігівська, 7)                                                                             |      | Відкритий у 2000 році. Скульптор — Василь Гурмак. |
| Паротягу                                                                                            | поблизу локомотивного депо «Львів-Захід» |      | |
| Першому футбольному матчеві України                                                                 | Стрийський парк (верхня тераса) |      | Відкритий у 2004 році з нагоди 110-ліття першого футбольного матчу в Україні, на місці колишнього стадіону, де він відбувся. Скульптор — Ярослав Скакун, архітектор — Роман Мелех, організатор — Богдан Кобрин. Матеріал — граніт, бронза. |
| Підкові Івану                                                                                       | площа Івана Підкови |      | Відкритий у 1982 році, скульптор Петро Кулик, архітектор Володимир Блюсюк. Напис на п'єдесталі: «Іван Підкова — герой спільної боротьби українського та молдавського народів проти турецьких поневолювачів. Страчений польською шляхтою у Львові 16 червня 1578 року» |
| Пабло Пікассо                                                                                       | вул. Зелена, 88 |      | Відкритий 13 червня 2009 року, скульптор — Володимир Цісарик. Встановлений з нагоди 12-ліття з часу відкриття клубу «Picasso» і є першим в Україні пам'ятником Пікассо. Художника зображено з голим торсом, у шортах та босоніж. Він стоїть і курить цигарку, кінчик якої світиться червоним полум'ям. У клубі пояснили такий вибір вигляду пам'ятника тим, що таким художник зазнимкований на багатьох фото. |
| Подвигу медиків у Другій світовій війні / Серцю Данко                                               | Біля головного корпусу Львівського медуніверситету (вул. Пекарська)                                                                                              |      | Відкритий 1975 року. Скульптор Іван Кушнір, архітектор Аполлон Огранович. |
| Правоохоронцям, які загинули під час виконання службових обов'язків / Юрію Змієборцю                | площа Генерала Григоренка |      | Відкритий у 1999 році, скульптори — Володимир та Андрій Сухорські, архітектор — Олександр Ярема. |
| Усмішці                                                                                             | вул. Вірменська, біля «Дзиґи» |      | Відкритий у 2001 році, пам'ятник змінюють кожні сім років (теперішній стоїть із 2008 року). |
| Сажотрусу                                                                                           | вул. Староєврейська, 48; на даху кафе «Дім легенд» |      | Скульптор — Володимир Цісарик |
| Стефанику Василеві                                                                                  | вул. Стефаника, перед Національною Бібліотекою імені Стефаника                                                                                                   |      | Відкритий у 1971 році, скульптор — Володимир Сколоздра, архітектор Мирон Вендзилович. |
| Товариству «Просвіта»                                                                               | сквер між вул. Лисенка та вул. Просвіти |      | Відкритий у 1993 році до 125-ліття товариства «Просвіта». Скульптор — Василь Ярич, архітектор — Микола Обідняк. |
| Товариству «Сокіл-Батько»                                                                           | вул. Стрийська, поблизу будівлі Податкової адміністрації |      | Споруджений нібито на місці, де у 1911—1939 роках містився спортивний майдан «Український город» громадсько-політичного і руханково-пожежного товариства «Сокіл-Батько». Насправді стадіон «Сокола-Батька» був розташований кількасот метрів північніше, на території Стрийського парку — там, де тепер станція дитячої залізниці. |
| Трушу Іванові                                                                                       | на розі вулиць Івана Франка та Паркової, поблизу головного входу до Стрийського парку                                                                            |      | Відкритий у 1996 році, скульптор — Сергій Олешко, архітектор Михайло Ягольник. |
| Убитим львівським професорам                                                                        | Студентський парк |      | Пам'ятник львівським професорам, розстріляних німцями під час окупації міста 1941 року. Відкритий 2011 року. Має вигляд кам'яної арки, з римськими цифрами, які символізують заповіді. При цьому виділена п'ята (Не вбий). Автори — О. Сильва, О. Трофименко, Д. Сорокевич. До 2011 року на цьому місці стояв пам'ятний хрест, а ще давніше — споруджений на початку 1970-х роках (але офіційно не відкритий) пам'ятник у вигляді бетонного куба з горельєфним умовним зображенням розстріляних професорів (згодом цей пам'ятник був демонтований радянською владою). |
| Федорову Івану                                                                                      | вул. Підвальна |      | Відкритий у 1977 році, архітектор — Анатолій Консулов, скульптори — Валентин Борисенко, Валентин Подольський. |
| Франкові Івану                                                                                      | вул. Скісна, 1; у подвір'ї Львівської СШ № 51 імені Івана Франка                                                                                                 |      | Відкритий у 1955 році. |
| Франку Іванові                                                                                      | вул. Університетська (парк імені Івана Франка, навпроти Львівського університету)                                                                                |      | Відкритий у 1964 році. Скульптори — Валентин Борисенко, Дмитро Крвавич, Еммануїл Мисько, Василь Одрехівський і Яків Чайка. Архітектор — Андрій Шуляр. |
| Хмельницькому Богданові                                                                             | Парк культури та відпочинку імені Богдана Хмельницького |      | |
| Чорноволу В'ячеславові                                                                              | вул. Підвальна, парк «На Валах», біля Львівської облдержадміністрації                                                                                            |      | Відкритий 28 грудня 2002 року, скульптор — Іван Самотос, архітектор — Василь Каменщик. |
| Шашкевичу Маркіянові                                                                                | вул. Коперника |      | Відкритий у 1990 році, скульптори — Дмитро Крвавич, Микола Посікіра |
| Бравому воякові Швейку                                                                              | проспект Свободи, біля «Віденської кав'ярні» |      | Відкритий у 2002 році, скульптор — Сергій Олешко. |
| Швейкові на велосипеді                                                                              | площа Ринок, біля входу у Ратушу |      | Відкритий у 2007 році, викуваний із металу |
| Шевченку Тарасові                                                                                   | вул. Личаківська, 171 |      | Перший пам'ятник Тарасові Шевченку у Львові, встановлений у 1960-х роках на подвір'ї львівської СЗОШ № 63. Скульптори Яків Чайка, Еммануїл Мисько. |
| Шевченку Тарасові                                                                                   | вул. Чернеча Гора, біля входу в «Шевченківський гай» |      | Скульптор — Юрій Гав'юк |
| Шевченку Тарасові                                                                                   | проспект Свободи, «Клумба» |      | Відкритий 24 серпня 1992 року, стела «Хвиля національного відродження» відкрита у 1995 році |
| Шептицькому Андрею                                                                                  | Площа Святого Юра; навпроти Архикатедрального Собору святого Юра                                                                                                 |      | Встановлений 25 липня 2015 року. Відкриття відбулося 29 липня 2015 року, матеріал — бронза, висота 3,6 метри. Скульптор — Андрій Коверко, архітектори — Ігор Кузьмак і Михайло Федик. |
| Вісьньовському Теофілові та Капусцинському Юліушу                                                   | між вул. Я. Пстрака і вул. Золотою на горі Страт |      | Відкритий у липні 1865 року. Скульптор — Юліан Марковський |
| Козакам-запорожцям, які полягли при визволенні Львова в 1648 р.                                     | вул. Високий Замок 1, біля прохідної Львівської обласної державної телерадіокомпанії                                                                             |      | |
| Лесі Українці                                                                                       | вул. Караджича, 9; у подвір'ї Львівської СШ № 75 імені Лесі Українки                                                                                             |      | Відкритий у 1971 році. Скульптор — Лука Біганич та архітектор — Володимир Блюсюк. |
| Львівським політехнікам, полеглим у роки Другої світової війни                                      | вул. Степана Бандери, 12; у сквері біля Головного корпусу НУ «Львівська Політехніка»                                                                             |      | Відкритий у 1976 році. Скульптор — Богдан Попович, І. Хміляр, архітектор Роман Липка. |
| Львівським Ромео і Джульєтті (Ромуальдо і Пелагеї)                                                  | проспект Чорновола; при «Фонтані закоханих», у сквері навпроти готелю «Львів»                                                                                    |      | Відкритий 9 травня 2013 року. Скульптор — Мирослав Гоза. |
| Шухевичу Романові                                                                                   | вул. Білогорща, 76; навпроти меморіального музею Романа Шухевича                                                                                                 |      | Відкритий 5 березня 2009 року. Автори — скульптор Ярослав Скакун, архітектор Володимир Сачко. |
| Ветеринарові                                                                                        | вул. Пекарська, 50; на території Львівського національного університету ветеринарної медицини та біотехнологій імені Степана Гжицького                           |      | Відкритий 29 серпня 2016 року. Скульптор — Юліан Савко, архітектор — Іван Тимчишин. |
| Василеві Стусу                                                                                      | вул. Повстанська, 14; на території Львівського навчально-виховного комплексу імені Василя Стуса «Спеціалізована школа І ступеня — гімназія міжнародних відносин» |      | Відкритий 4 вересня 2016 року. Пам'ятник — це дипломна робота студента Львівського державного коледжу декоративного й ужиткового мистецтва імені Івана Труша Віталія Думина, та виготовлений із вапняку. |
| Францу Ксаверу Вольфґанґу Моцарту                                                                   | площа Євгена Маланюка |      | Відкритий 26 серпня 2021 року, скульптор — Себастіан Швайкерт. |
| Героям і жертвам Чорнобиля                                                                          | вулиця Морозна |      | Відкритий 14 грудня 2008 року, скульптори — Світлана Зотова, Володимир Зотов, Володимир Федорченко. |
| Героям-ліквідаторам аварії на ЧАЕС                                                                  | вулиця Клепарівська, 35 |      | Відкритий 25 квітня 2011 року на території Львівського державного університету безпеки життєдіяльності, скульптори — Василь Заляско, Віталій Люта, архітектор — Людмила Глуховецька, коваль — Микола Атаманчук. |
| Пам'ятний хрест на згадку про скасування панщини у 1848 році                                        | вулиця Садибна, 21 |      | Відновлений у 1989 році. |
| Депортованим українцям з території Закерзоння у 1944—1951 роках                                     | на площі, утвореній перехрестям вулиць Василя Стуса — Іларіона Свєнціцького — Снопківською                                                                       |      | Відкритий 27 грудня 2021 року. Скульптор — Сергій Олешко. Ідею пам'ятника у Львові почали втілювати ще у 2004 році на 60-і роковини початку депортації. На звернення Львівської обласної державної адміністрації Львівська міська рада прийняла ухвалу про спорудження у Львові пам'ятника жертвам депортації, а замовником його спорудження було визначено Об'єднання товариств депортованих українців «Закерзоння». У 2007 році провели конкурс і журі визнало переможцем проєкт полтавського скульптора Сергія Олешка.                                             |

## Колишні пам'ятники
| Назва                                          | Розташування                                                       | Фото | Короткі відомості |
| «Космонавтика»                                 | пр-кт Чорновола, 45г                                               |      | Скульптурна композиція «Космонавтика» встановлена у 1983 році у сквері між будівлями 5-ї міської клінічної поліклініки та Залізничної районної адміністрації на тодішній вулиці Терешкової (нинішня вул. Виговського) з нагоди 20-ї річниці від дня космічного польоту першої жінки—космонавта Валентини Терешкової. Скульптурна композиція складалася з трьох променів-зірок та людини у скафандрі. 8 листопада 2023 року її було демонтовано та перенесено в Музей тоталітарних режимів «Територія терору».                                                |
| Великановичу Юрію                              | вул. Олександра Мишуги                                             |      | Пам'ятник учасникові Громадянської війни в Іспанії, бійцеві української роти інтербригад імені Тараса Шевченка, комуністу-інтернаціоналісту Юрієві Великановичу відкритий у 1982 році, скульптор — Теодозія Бриж, архітектор — Лідія Лєсова. Прибраний у грудні 2017 року до музею скульпторки, після скинення його організацією С14 |
| Борцям за владу Рад                            | збіг вулиць Театральної та Шевської                                |      | Присвячено учасникам комуністичної підпільної організації «Народна гвардія імені Івана Франка», яка діяла під час німецької окупації Галичини у Другу світову війну. Відкрито у 1979 році. Скульптор Йосип Садовський, архітектор Анатолій Консулов. У народі пам'ятник прозвали пам'ятником «Печінці», оскільки він за формою нагадував цей людський орган. Демонтовано на початку 1990-х років. |
| Гаврилюку Олександрові                         | у сквері між вулицями Лисенка, Просвіти та Короленка               |      | Встановлений 1982 року. Скульптори Еммануїл Мисько, Дмитро Крвавич, архітектор Мирон Вендзилович. Демонтовано на початку 1990-х років. |
| Галану Ярославові                              | верхня тераса парку культури та відпочинку.                        |      | |
| Галану Ярославові                              | площа Петрушевича                                                  |      | Пам'ятник українському та польському комуністичному письменнику-радянофілу, журналісту Галану Ярославові відлитий із бронзи на Львівській експериментальній кераміко-скульптурній фабриці та відкритий 29 грудня 1972 року. Скульптори Олександр Пилєв, Валентин Усов, Аїда Охріменко, архітектор Володимир Блюсюк. Цього ж року площу названо на честь Ярослава Галана. 1992 року пам'ятник демонтовано, площу перейменовано на честь Євгена Петрушевича.                                                                                                   |
| Ґолуховському Аґенору                          | на початку головної алеї парку імені Івана Франка                  |      | Пам'ятник колишньому наміснику Галичини, депутату австрійського рейхсрату Ґолуховському Аґенору було встановлено 28 червня 1901 року. Скульптор Ципріан Годебський. У 1949 році пам'ятник демонтовано. Подальша доля його невідома. |
| Оборонцям Львова                               | Персенківка                                                        |      | Пам'ятник встановлено 28 вересня 1924 року при залізничній станції Персенківка, де під час польсько-української війни велися запеклі бої. Безкоштовно виконаний за проектом інженера-архітектора Рудольфа Індруха архітектором Антонієм Нестаровським. |
| Кузнєцову Миколі                               | вул. Івана Франка (на площі, поблизу сучасного Консульства Польщі) |      | Пам'ятник Миколі Кузнецову роботи скульпторів Василя Власова, С. Рукавишнікова та Валентина Подольського за участі архітекторів Володимира Дорошенка і Михайла Каневського. Відкритий 23 вересня 1962. На фасаді гранітного постаменту було викарбувано: «М. І. Кузнецов. Герой Радянського Союзу»; на лівому боці — слова з листа Кузнєцова до рідних, на правому — уривок з «Пісні про сокола» Максима Горького. У 1993 році пам'ятник перевезли на батьківщину Кузнецова — до міста Талиця (Росія).                                                       |
| Леніну Володимирові                            | проспект Свободи, навпроти Оперного театру                         |      | Підготовка до встановлення пам'ятника В. І. Леніну почалася ще перед початком німецько-радянської війни, у червні 1941 року, але встановлений він був лише у 1952 році. Робота скульптора Сергія Дмитровича Меркурова була камерною напівфігурою на високому гранітному постаменті, що символізував трибуну. Саме цей пам'ятник був одним з перших (вересень 1990) серед демонтованих, відповідно до санкції місцевої влади; бронзовий відлив був розплавлений.                                                                                              |
| Мельничуку Юрієві                              | площа Шашкевича                                                    |      | Пам'ятник українському комуністичному письменнику-публіцисту, літературознавцю Юрієві Мельничуку відкрито у 1973 році, скульптор Яків Чайка, архітектор Василь Каменщик. Демонтовано у 1991 році. |
| Смольці Францішекові                           | площа Генерала Григоренка                                          |      | Пам'ятник Францішекові Смольці відкритий у 1913 році, скульптор Тадеуш Блотницький, архітектор Тадеуш Новаковський. Зруйнований у 1946 році. |
| Собеському Янові                               | Гетьманські вали                                                   |      | Пам'ятник Янові Собеському був урочисто відкритий у листопаді 1898 року. Автором проєкту виступив Тадеуш Баронч, кам'яний цоколь виконав Юліан Марковський. Фігуру гетьмана відлили у Відні. Скульптурне зображення бронзового вершника на кам'яному п'єдесталі зазнало впливу пам'ятників Янові Собеському в Варшаві й Богданові Хмельницькому в Києві. У 1950 році «львівський гетьман» був перевезений до Варшави, а звідти у 1965 році до Ґданська, де й був встановлений.                                                                               |
| Сталінській Конституції                        | проспект Свободи                                                   |      | У 1940 перед пам'ятником Яну Собеському був установлений дерев'яний обеліск із соцреалістичними фігурами солдата, робітника й селянина. На п'єдесталі містилися написи українською, польською та єврейською мовами. Монумент був зруйнований у червні 1941 року, ще до вступу німецьких військ до Львова. |
| Дружбі народів                                 | проспект Свободи                                                   |      | Пам'ятник із дерева та гіпсу, відкритий у грудні 1939 року біля криниці Богоматері. Зруйнований натовпом 30 червня 1941 року. |
| Танкістам-гвардійцям                           | вул. Личаківська                                                   |      | Пам'ятник споруджений у 1945 році за проєктом художника-архітектора В. А. Афанасьєва. Сталевий танк ИС («Иосиф Сталин») стояв на п'єдесталі, викладеному гранітними брилами та орнаментованому лавровими вінками. На фасаді п'єдесталу був розташований бронзовий гвардійський значок, з обидвох боків — мармурові таблиці з написом: «Вічна слава героям гвардійцям-танкістам Армії генерала-полковника Лелюшенка, що полягли в боях за свободу й незалежність Великої Радянської Батьківщини» та переліком імен танкістів, що загинули в боях під Львовом. |
| Возз'єднання Західної України з УРСР           | площа Краківська                                                   |      | Після Другої світової війни припинив своє існування давній Краківський ринок, площу було впорядковано, озеленено та влаштовано сквер, в якому у 1949 році було встановлено закладний камінь, який демонтували на початку 1990-х років. Нині на місці скверу функціонує ринок «Добробут». |
| Василю Пересаді                                | вулиця Пасічна                                                     |      | Пам'ятник споруджено у 1971 році при перетині вулиці Василя Пересади та проспекту Ленінського Комсомолу. Скульптор Яків Чайка, архітектор Володимир Блюсюк. |
| Уєйському Корнелеві                            | вулиця Академічна                                                  |      | Пам'ятник споруджено у 1901 році перед головним входом до Міського казино. Автором бронзового бюста поета, встановленого на гранітному постаменті, був скульптор Антон Сулима Попель. Відлив здійснювала віденська фірма Фрідріха Круппа. На фронтальному боці постаменту було викарбувано ім'я — Корнель Уєйський, а на тильному боці — цитата з твору поета «Народе мій, будь щасливим» та підпис «Корнель Уєйський». Після Другої світової війни пам'ятник перевезено до міста Щецін у Польщі.                                                            |
| Фредру Александрові                            | площа Академічна                                                   |      | Встановлений у 1897 році. Після Другої світової війни перевезений до Вроцлава, де 1958 року встановлений на площі Ринок. |
| Яблоновському Станіславові                     | Гетьманські Вали/площа Трибунальська                               |      | Пам'ятник встановлено у XVIII столітті. В середині XIX століття монумент перенесли на місце біля теперішнього Національного музею на проспекті Свободи, після чого цю центральну вулицю міста стали називати Валами Гетьманськими. У тридцяті роки XX століття пам'ятник перенесли на площу Трибунальську до Костелу єзуїтів, звідки він 1944 року, після зайняття Львова Червоною армією, безслідно зник. |
| Шептицькому Андрею                             | вулиця Мохнацького на подвір'ї Національного музею                 |      | Відкриття пам'ятника Шептицькому відбулося 27 вересня 1935 року. Автором цього пам'ятника був скульптор Сергій Литвиненко. Створена Литвиненком сидяча скульптура митрополита з великою точністю передавала його образ. Уночі з 9 на 10 серпня 1947 року скульптуру розтрощено на шматки, а її уламки вивезено у невідомому напрямку. На місці пам'ятника у 1960-х рр. встановили божка Святовита з села Лопушня. |
| Тудору Степану                                 | площа Євгена Маланюка                                              |      | Пам'ятник українському комуністичному письменнику-радянофілу, публіцисту Степану Тудору відкритий у 1981 році, скульптор — Дмитро Крвавич, архітектор — Мирон Вендзилович. Демонтований 7 вересня 2016 року. |
| Ахунбабаєву Юлдашу                             | вулиця Повстанська                                                 |      | Пам'ятник Юлдашу Ахунбабаєву відкритий у 1977 році, на подвір'ї львівської середньої загальноосвітньої школи № 76. На початку 1990-х років демонтований. |
| Островському Миколі                            | вулиця Стуса                                                       |      | Пам'ятник Миколі Островському відкритий у травні 1975 року, на початку вулиці під схилом Снопківського парку поблизу палацу спорту товариства «Трудові резерви». Автор — студент Львівського державного інституту прикладного і декоративного мистецтва Володимир Савчук. Пам'ятник мав висоту 5 м. На початку 1990-х років демонтований. |
| Монумент Бойової Слави Радянських Збройних Сил | вул. Стрийська                                                     |      | Відкритий у 1970 році. Скульптори — Дмитро Крвавич, Еммануїл Мисько, Ярослав Мотика, Олександр Пирожков, архітектори — Аполлон Огранович, Мирон Вендзилович. Демонтаж розпочато у грудні 2018, а закінчено у липні 2021 року. |